# La Êê
La Êê is een xã in het district Nam Giang, een van de districten in de Vietnamese provincie Quảng Nam. La Êê heeft ruim 1500 inwoners op een oppervlakte van 241 km².
La Êê grenst in het zuiden en westen aan de provincie Sekong in Laos. Een gedeelte van La Êê is afgesplitst van La Êê en is nu xã Chơ Chun.